# 다코타 준주
다코타 준주(Dakota Territory)는 1861년 3월 2일부터 1889년 11월 2일까지 존재한 미국의 자치적인 영역, 즉 준주이다. 그 영역은 루이지애나 매입으로 미국이 프랑스에서 구입한 200만km2 이상의 토지 중 가장 북쪽 부분에 해당한다.

## 역사
다코타 준주의 영역의 대부분은 원래는 미네소타 준주와 네브래스카 준주였다. 네브래스카 준주의 북쪽 절반 거의 전역과 미네소타 준주가 1858년에 주로 승격했을 때 자치화되지 않은(새로운 주에 포함되지 않았던) 지역(동쪽 레드 강, 서쪽 미주리 강에 둘러쌓인 부분)의 초기 개척자들은 그해 얀크톤 - 수족과의 조약이 체결되어 라코타 족 토지 대부분이 미국에 할양된 무렵, 비공식적으로 임시정부를 수립하고, 미국의 준주가 되려고 제의를 했지만 실패로 끝났다. 그러나 당시 대통령 취임 직전인 에이브러햄 링컨의 사촌 격인 존 블래어 스미스 토드가 스스로 청원을 하여 의회가 공식적으로 다코타 준주 설립을 승인하는데는 그 후 3년이 걸리지 않았다. 1861년 3월 2일에 의회 자치법에 의해 자치화되어 준주가 되었다. 이 때 다코타 준주는 현재 남북 다코타 외에 몬태나와 와이오밍의 대부분을 포함하는 면적을 가지고 있었지만, 1868년경 이 두 지역도 준주로 분리되었기 때문에 다코타 준주는 거의 현재의 남북 다코타에 필적하는 영역으로 감소되었다.

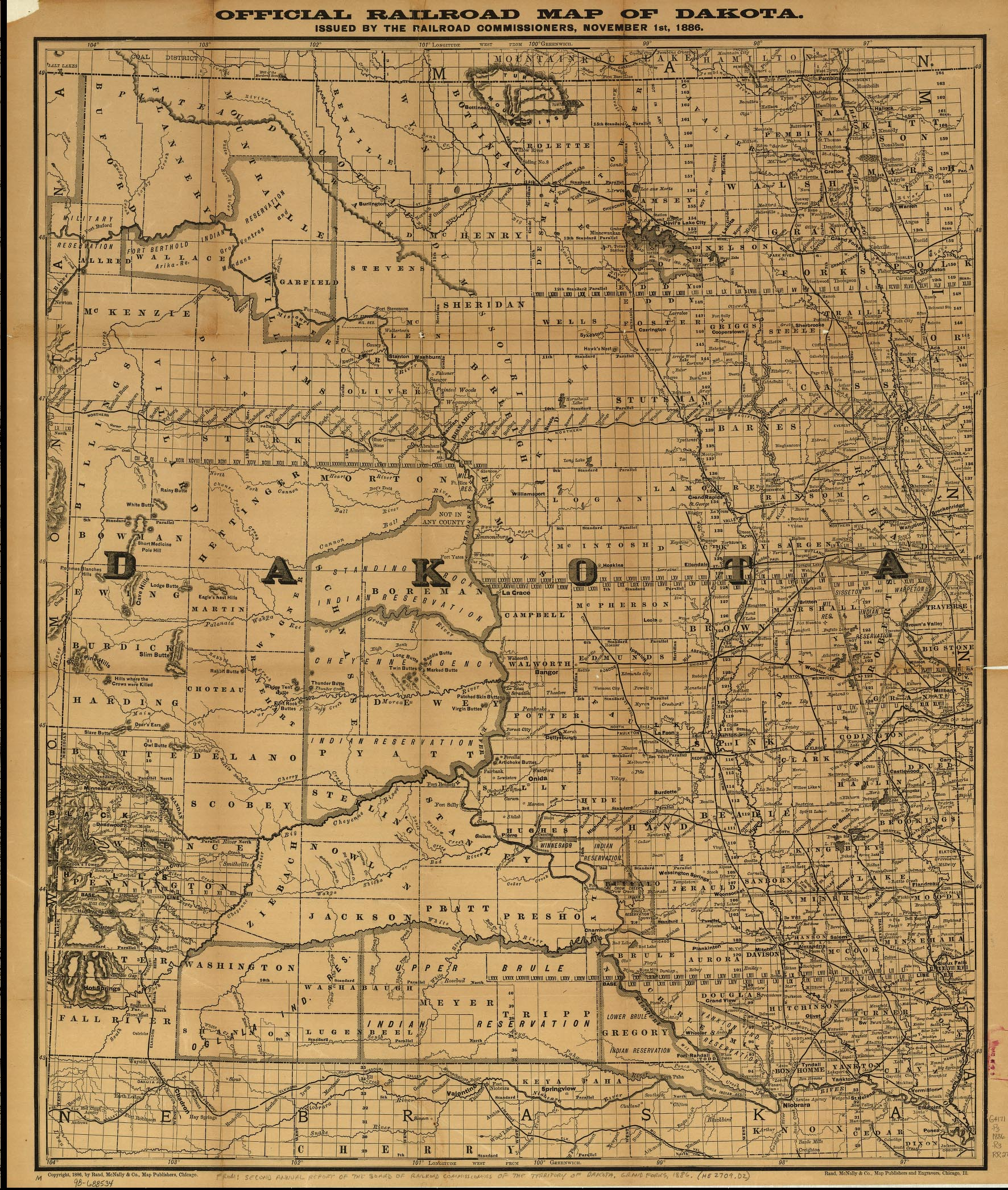
1886년경 다코다 준주의 지도

준주의 주도는 1861년에서 1883년까지 얀크톤에 있다가 이후 비즈마크로 옮겨졌다. 다코타 준주는 1889년에 노스다코타와 사우스다코타로 분할되었다. 하나의 준주에서 두 개의 주로 승격된 것에는 여러 이유가 있었다. 두 준주의 인구 중심이 각각 준주의 북동쪽과 남동쪽에 치우쳐 있어, 수백 마일 떨어져 있었던 것이 하나의 이유였다. 또한 정치적으로 하나가 아닌 두 개의 주가 되면, 주 수에 비례하여 상원의원 정수가 증가하므로, 이 지역을 지지 기반으로 삼고 있던 공화당은 의원 수를 늘릴 수 있다는 속셈이 있었다.
준주 된 후에 얼마 동안 인구의 성장은 느리게 진행되었다. 이후 1870년부터 1880년에 걸쳐 "다코타 붐"이 일어나 급격한 성장을 이루었다. 처음 인구 증가가 완만하게 진행된 것에는 많은 이유가 있었다. 주요 이유는 수족 인디언이 매우 적대적이어서, 초기 개척자에 위협이 되고 있었다. 그 세력은 점차 평정되어 위협 수준이 줄어들게 되었다. 인구 증가는 철도의 발전, 특히 노던 퍼시픽 철도에 힘 입은 바가 컸다. 다코타 준주에 온 개척자는 다른 서부 준주에서 온 사람도 있었지만, 유럽의 북부와 서부에서 오는 사람도 많았다. 그 중에는 많은 노르웨이인, 독일인, 스웨덴 및 캐나다 사람이 있었다.
다코타에서의 생활은 농업과 비옥한 토양으로 영위되었다. 밀이 준주의 주요 환금 작물이 되었다. 1880년대에는 밀 가격이 하락하여, 심한 가뭄에 시달렸기 때문에 준주는 경제적 어려움에 직면했다. 기타 경제 활동은 광업과 가축 목장 사업이 있었다. 블랙 힐스에서 금맥이 발견되어 그 지역에 많은 개척자이 유입되었다. 이 인구 유입에 따른 육류 생산량의 증가는 다코타의 광활한 토지에서 목장을 운영할 수 있는 토대가 되었다.

## 같이 보기
- 노스다코타 주 설립 이전의 역사
- 사우스다코타 주 설립 이전의 역사